# Nhà thờ Tin lành ở Východná
Nhà thờ Tin lành ở Východná (tiếng Slovakia: Evanjelický kostol vo Východnej) là một nhà thờ tọa lạc ở làng Východná, vùng Žilina, Slovakia. Vào ngày 23 tháng 3 năm 1963, nhà thờ này được ghi danh vào Danh sách Di tích Trung ương theo quyết định của Bộ Văn hóa Cộng hòa Slovakia.

## Lịch sử
Kiến trúc sư Milan Michal Harminc là tác giả của bản thiết kế nhà thờ này. Công việc xây dựng nhà thờ kéo dài trong hai năm 1926 và 1927. Milan Michal Harminc có lẽ là kiến trúc sư năng suất nhất ở Slovakia. Ông là tác giả của nhiều công trình kiến trúc đại diện cho kiến trúc Slovakia trong thế kỷ 20.

## Miêu tả
Nhà thờ Tin lành ở Východná là một tác phẩm kết hợp giữa chủ nghĩa lãng mạn và chủ nghĩa hiện đại. Nội thất của nhà thờ này được thiết kế lãng mạn theo phong cách tân Gothic. Bên cạnh đó là các chi tiết kiến trúc hiện đại, thể hiện ở các cửa sổ của nhà thờ và phần đỉnh hình chóp của tháp chuông. Bàn thờ có đường nét tân Gothic, hai bên cánh của bàn thờ không có trang trí. Phía trên bàn thờ này có hình ảnh Chúa Giêsu bị đóng đinh, đây là tác phẩm của Karol Prúnyi.